# 塞西尔·汉尼
塞西尔·尤金·迪格斯·汉尼，（英語：Cecil Eugene Diggs Haney，1955年12月1日—）美国海军上将退役，曾任美国战略司令部司令，2013年11月15日上任，接替罗伯特·凯勒空军上将，之前任美国太平洋舰队司令，曾任美国战略司令部副司令。

## 早年生活和教育
汉尼出生于华盛顿特区，并在那里长大，1978年毕业于海军学院，获得海洋工程理学学士学位，此外，他还获得了海军研究生学院的的声学科学与工程硕士学位，国防大学的国家安全战略硕士学位。

## 军旅生涯
汉尼主要舰艇任职有，在詹姆斯麦迪逊级弹道导弹潜艇约翰·卡尔霍恩号 (SSBN-630)上担任各类参谋军官，并在弗兰克·凯布尔号 (AS-40)潜艇母舰担任放射控制参谋，在该任职中获得了水面舰艇作业人员资格。随后，汉尼在洛杉矶级攻击型核潜艇海曼·G·里科弗号 (SSN-709)担任技师，在另一艘洛杉矶级攻击型核潜艇阿什维尔号 (SSN-758)担任主任参谋，后担任第8潜艇中队助理中队副。1996年6月，汉尼第一次领导一艘潜艇，担任洛杉矶级攻击型核潜艇火奴鲁鲁号 (SSN-718)艇长；2002年6月至2004年7月担任第1潜艇中队中队长，母港为夏威夷珍珠港，并于2004年中晋升准将；2006年10月至2008年3月，担任第2潜艇战斗群司令，2007年晋升少将。
汉尼的岸上任职包括，在美国海军反应堆管理处负责士兵事务的行政助理；在分管预算的国防部副部长办公室担任国会拨款联络官；在美国太平洋舰队担任分管计划政策需求的副参谋长；2008年3月至在海军作战部长办公室，担任潜艇作战处处长，2010年转任海军作战整合组主任；2011年初，晋升中将，担任美国战略司令部副司令。
2012年1月20日，汉尼晋升上将，担任美国太平洋舰队司令。
2013年15日，汉尼担任美国战略司令部司令，接替退休的空军上将罗伯特·凯勒。